# 3533 Toyota
A 3533 Toyota (ideiglenes jelöléssel 1986 UE) a Naprendszer kisbolygóövében található aszteroida. Szuzuki Kenzó és Urata Takesi fedezte fel 1986. október 30-án.